# Higos de La Contraviesa
Los higos de La Contraviesa se cosechan de cultivares de higueras de tipo Smyrna, San Pedro e higo común Ficus carica bíferas y uníferas, muy cultivados desde épocas inmemoriales en La Contraviesa. Se cultivan principalmente para la producción del higo seco paso, pero también se cosechan higos frescos,

## Ubicación
La sierra de la Contraviesa es una comarca de la Alpujarra granadina en la que se enmarcan doce municipios.
Comprende altitudes entre los 600 y los 1500 metros, en un paisaje caracterizado por fuertes pendientes y un clima semiárido.
La actividad principal es la agricultura, encontramos fundamentalmente frutales de secano: vid, almendro, higuera y olivar de baja producción (Remmers, 1998).

## Historia
La Contraviesa es una zona de la provincia de Granada que toca la zona de Adra ya en tierra de Almería. Esta pertenece a la España semiárida por lo que sus variedades de higueras se sentirán cómodas en cualquier ubicación.
Las higueras que aquí se cultivan, cuentan con la ventaja de encontrarse en una de las comarcas desde antaño más aisladas y gracias a venirse cultivando a gran escala desde el Neolítico, a través de prospecciones y selecciones de clones "no centralizadas, ni dirigidas".
En La Contraviesa ni siquiera tiene mucha cabida hablar de variedades con clones muy específicos, más bien son distintas tipologías de higos cultivados y perfectamente representativas de lo que sería una población natural.

## Cultivo de la higueras
Según los últimos datos oficiales de Anuario de Estadística Agraria del Ministerio de Agricultura, el cultivo de las higueras en la provincia de Granada está muy centrado en la zona de La Contraviesa con 1.860 hectáreas (MAGRAMA, 2012).

## Variedades de higueras en La Contraviesa
Según un trabajo realizado por el « Departamento de Ciencias y Recursos Agrícolas y Forestales de la Universidad de Córdoba » sobre las variedades de higueras en La Contraviesa su uso actual y sus posibles mejoras de cultivos y rendimientos.
| Cultivar                                | N.º de cosechas                                           | Uso                                                                  | Vigencia del cultivo                                                     |
| --------------------------------------- | --------------------------------------------------------- | -------------------------------------------------------------------- | ------------------------------------------------------------------------ |
| Higuera „Blanca de Pasa“                | 1, unífera (agosto a septiembre)                          | Secado de los higos para su venta o transformación.                  | Variedad predominante, plantada sola o en asociación con otros frutales. |
| Higuera „Calabacilla Negra“ ú „Orquina“ | 1, unífera (agosto a septiembre)                          | Autoconsumo de higos frescos, pequeña proporción de venta en fresco. | Común, presente en plantaciones de higueras de pasa y en huertas.        |
| Higuera „Calabacilla Blanca“            | 1, unífera (agosto a septiembre)                          | Autoconsumo de higos frescos.                                        | Presencia común en las huertas.                                          |
| Higuera „Brevera Blanca“                | 2, bífera (junio a julio y agosto a septiembre)           | Autoconsumo de brevas e higos brevales en fresco.                    | Común, presente en plantaciones de higueras de pasa y en huertas.        |
| Higuera „Brevera Negra“                 | 2, bífera (junio a julio y agosto a septiembre)           | Autoconsumo de brevas frescas.                                       | Presencia común en las huertas.                                          |
| Higuera „Brevera Morada“                | 2, bífera (junio a julio y agosto a septiembre)           | Autoconsumo de brevas frescas.                                       | Presencia común en las huertas.                                          |
| Higuera „Ayuela“ ó „Jayuela“            | 1, unífera (finales de julio a principios de septiembre)  | Autoconsumo de higos frescos, tienen buenas aptitudes para secado.   | Presencia común en las huertas.                                          |
| Higuera „Roer“ ó „Roela“                | 1, unífera (finales de agosto a principios de octubre)    | Autoconsumo de higos frescos.                                        | Rara, presente en algunas huertas.                                       |
| Higuera „De Cobre“                      | 1, unífera (agosto a septiembre)                          | Autoconsumo de higos frescos o secos.                                | Común, presente en plantaciones de higueras de pasa y en huertas.        |
| Higuera „De Pascua“ ó „Valenciana“      | 2, bífera (septiembre y noviembre a inicios de diciembre) | Autoconsumo de higos frescos.                                        | Presencia común en las huertas.                                          |
| Higuera „Carne Colorá“                  | 1, unífera (agosto a septiembre)                          | Autoconsumo de higos frescos o secos.                                | Rara, presente en algunas huertas y plantaciones de higueras de pasa.    |
| Higuera „De Regalo“                     | 1, unífera (agosto a septiembre)                          | Autoconsumo de higos frescos.                                        | Rara, presente en algunas huertas.                                       |

## Usos y aplicaciones
La variedad de tipo Smyrna „Blanca de Pasa“ es apta para higo seco paso y consumo en fresco. Es la variedad más cultivada en La Contraviesa por el secado de sus higos de excelente calidad.